# Брайс, Рейчел
Рейчел Брайс (англ. Rachel Brice; родилась 15 июня 1972 г.) — американская танцовщица и хореограф. Она работала танцовщицей, специализируясь на Трайбл, который произошел от стиля танца живота.

## Биография
Рейчел Брайс родилась 15 июня 1972 года в Сиэтле, штат Вашингтон, и является выпускницей Университет штата Калифорния в Сан-Франциско. Рейчел Брайс научилась йоге и танцу живота в 17 лет. Она открыла для себя мир танца в 1988 году, наблюдая за выступлением Хахби’Ру (Hahbi’Ru) на ярмарке Возрождения в Северной Каролине и научилась танцу живота у Атеш (Atesh), директора танцевальной труппы Атеш (Atesh Dance Troupe). Рейчел Брайс какое-то время занималась йогой, прежде чем преподавать йогу в 1996 году с помощью учителя йоги Эриха Шиффманна.
Рейчел Брайс занимается танцами с 1999 года, а в начале 2000-х она будет брать уроки танца живота у Каролины Нериччио и Джилл Паркер. Нанятая музыкальным продюсером Майлзом Коуплендом III в 2001 году, она выступала и гастролировала с Belly Dance Superstars, компанией танца живота, основанной в Сан-Франциско, Калифорния, в 2002 году. Она также создала DVD с танцем живота для своих тренировок и выступлений и выпустила серия музыкальных компакт-дисков с песнями, использованными в спектаклях.
В 2003 году он основал Indigo Belly Dance Company, компанию по танцу живота в Сан-Франциско, и исполнял выступления танца живота в американском племенном стиле, основанные на стиле танца живота. Помимо публикации обучающих видеороликов, посвященных йоге и танцу живота, она проводила семинары в США, Европе, Азии и Австралии. Он также основал Studio Datura в Портленде, штат Орегон, и положил начало подходу 8 Elements (8 элементов) к танцу живота. В 2012 году она основала «Datura Online», онлайн-студию йоги и танца живота.

## Список работ

### Видео производительности
- Bellydance Superstars Live in Paris: Folies Bergere
- Bellydance Superstars Solos in Monte Carlo
- Bellydance Superstars

### Образовательное видео
- Tribal Fusion: Yoga, Isolations and Drills a Practice Companion with Rachel Brice
- Rachel Brice: Belly Dance Arms and Posture
- Serpentine: Belly Dance with Rachel Brice (DVD, video)